# Червоний Пахар (Крупський район)
Червоний Пахар (біл. вёска Чырвоны Пахар) — село в складі Крупського району Мінської області, Білорусь. Село підпорядковане Ухвальській сільській раді, розташоване в східній частині області.